# Jacaratia dolichaula
Jacaratia dolichaula là một loài thực vật có hoa trong họ Caricaceae. Loài này được (Donn. Sm.) Woodson mô tả khoa học đầu tiên năm 1950.